# 异叶花椒
异叶花椒（学名：Zanthoxylum ovalifolium）为芸香科花椒属下的一个种。

## 变种
- 刺异叶花椒（学名：Zanthoxylum ovalifolium var. spinifolium）为芸香科花椒属下的一个变种。
- 多异叶花椒（学名：Zanthoxylum ovalifolium var. multifoliolatum）为芸香科花椒属下的一个变种。

## 扩展阅读
- 維基物種上的相關：异叶花椒